# Ottoina
Ottoina is een geslacht van uitgestorven weekdieren uit de klasse van de Gastropoda (slakken).